# Hyphantria cunea
L'ifantria americana (Hyphantria cunea (Drury, 1773)) è un lepidottero defogliatore della famiglia Erebidae, diffuso in Eurasia e America Settentrionale e Centrale.
Originaria del Nord America venne segnalata per la prima volta in Europa negli anni '40 in Ungheria. In Italia è stata segnalata per la prima volta in Emilia-Romagna, nello specifico in provincia di Reggio Emilia, negli anni '80 per diffondersi poi in Lombardia e in tutto il nord e centro Italia.

## Descrizione

### Adulto
Gli adulti misurano dagli 11 ai 15 mm con un'apertura alare di circa 2,5 – 3 cm. La maggior parte delle farfalle punteggiate sono i maschi. Il corpo è ricoperto da una pubescenza di colore bianco, mentre le ali possono essere completamente bianche o presentare numerose macchie di forma variabile e di colore nero.

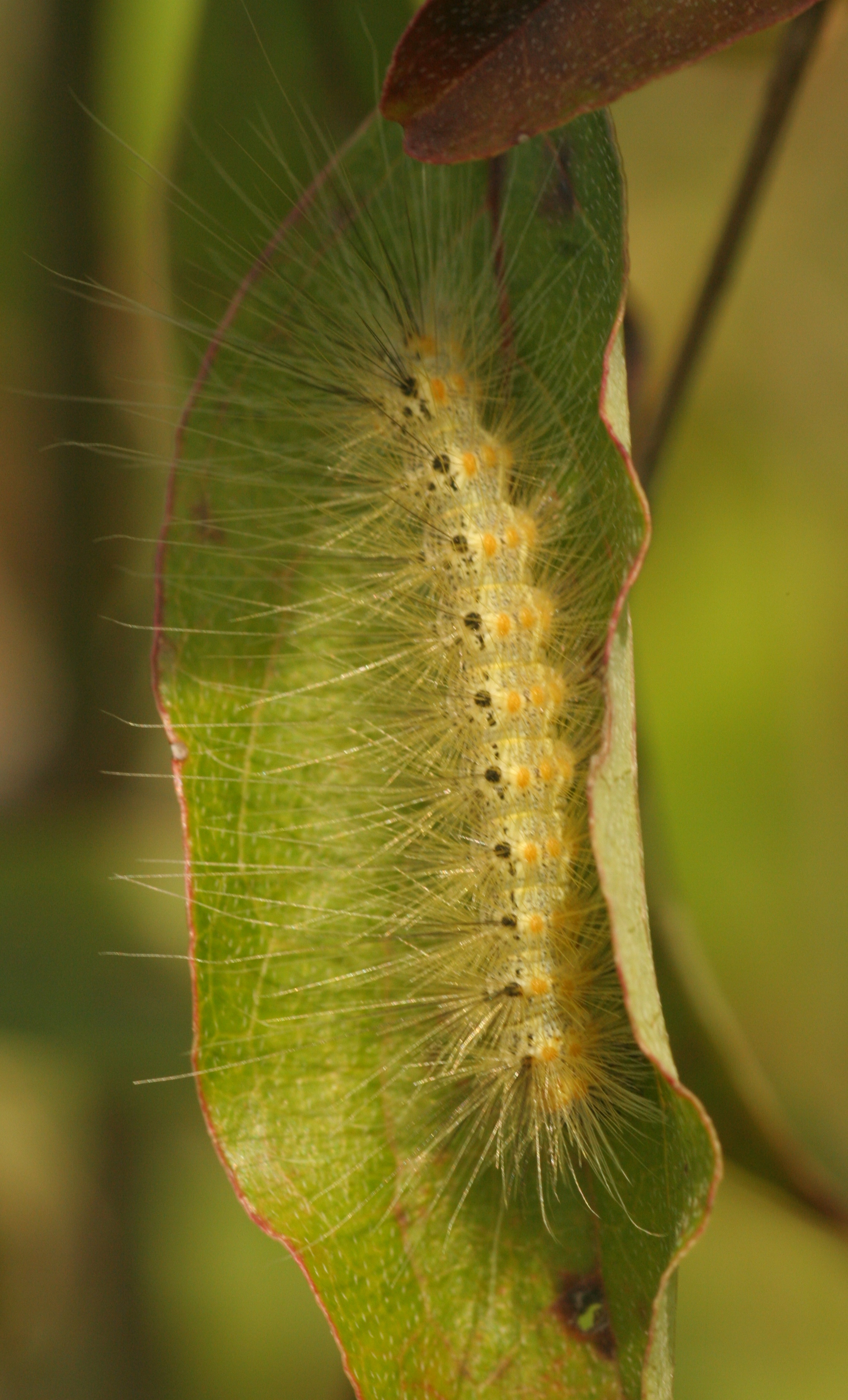
Larva giovane

### Larva
Le larve appena schiuse misurano circa 2 mm di lunghezza e raggiungono i 3 - 3,5 cm a maturità. Il colore varia dal giallastro nelle giovani larve al bianco-grigiastro-verdastro nelle larve mature. Presentano una forma allungata, cilindrica e sono dotate di un capo nero e ornate di lunghi peli eretti bianchi e nerastri che non sono urticanti e pericolosi né per l’uomo né per gli animali.

### Pupa
Questo fitofago sverna come crisalide, compiendo 2 generazioni all'anno con adulti che si presentano rispettivamente tra aprile e maggio, e luglio-agosto.

## Ciclo vitale
Le femmine depongono circo 600 uova sulla pagina inferiore delle foglie delle piante ospiti. Le larve nelle prime età sono gregarie, rodono le foglie e tessono tele sericee con le quali raggruppano germogli e foglie, mentre dalla quinta-sesta età in poi si disperdono sulle piante e le defogliano voracemente, fino a completo sviluppo.
Una volta raggiunta la maturità, si rifugiano in anfrattuosità corticali o in altre tipologie di ricovero e lì si incrisalidano. Dopo 10-15 giorni circa emergono nuovi adulti che si accoppiano, depongono nuove uova e danno origine alla seconda generazione di larve, più dannosa della prima. Le nuove larve si nutrono fino alla fine di settembre circa.

## Movimento
L'ifantria si sposta volando tra le numerose specie ospiti. Gli adulti sono discreti volatori e le larve si fanno facilmente trasportate dai veicoli. Anche la mancanza di efficaci nemici naturali, predatori e parassitoidi, ha facilitato la rapida diffusione di questo lepidottero, dotato inoltre di notevoli capacità di adattamento.

## Areale e habitat
Presente in: Canada, Messico, Stati Uniti, Cina, Iran, Giappone, Kazakistan, Corea del Nord, Corea del Sud, Kirghizistan, Austria, Azerbaijan, Bielorussia, Bosnia ed Erzegovina, Bulgaria, Croazia, Repubblica Ceca, Danimarca, Francia, Georgia, Germania, Grecia, Ungheria, Italia, Lituania, Moldavia, Macedonia del Nord, Polonia, Romania, Russia, Serbia, Slovacchia, Slovenia, Svizzera, Turchia e Ucraina.
La specie vive tipicamente nelle foreste e in zone riparie. Nella regione del Pacifico nord-occidentale la si può trovare dal livello del mare alle medie altitudini.

## Infestazione
Si tratta di una specie polifaga che può attaccare latifoglie ornamentali, frutticole e forestali, sia piante arboree che arbustive. In letteratura sono riportate circa 200 specie ospiti nella sola Europa tra cui i gelsi (Morus alba e Morus nigra) e l’acero americano (Acer negundo).
Tra le specie ospiti troviamo:
- Aceraceae: Acer spp. - A. negundo, A. rubrum, A. saccharinum, A. saccharophorum
- Anacardiaceae: Cotinus coggygria, Schinus terebinthifolius
- Annonaceae: Asimina triloba
- Aquifoliaceae: Ilex spp. - I. decidua, I. opaca
- Berberidaceae: Berberis canadensis
- Betulaceae: Alnus spp.; Betula spp. - B. alba, B. nigra, B. papyrifera; Carpinus caroliniana; Corylus americana; Ostrya virginiana
- Bignoniaceae: Campsis radicans, Catalpa bignonioides, Catalpa speciosa
- Buxaceae: Buxus spp. - B. sempervirens
- Cannaceae: Canna spp.
- Caprifoliaceae: Lonicera spp., Sambucus canadensis, Symphoricarpos albus, Virburnum spp.
- Celastraceae: Euonymus atropurpureus
- Chenopodiaceae: Chenopodium album, Spinacia oleracea
- Comaceae: Cornus spp. - C. alternifolia, C. drummondii, C. florida
- Compositae: Helianthus spp., Parthenium argentatum
- Cupressaceae: Chamaecyperis thyoides, Cupressus spp., Juniperus virginiana, Taxodium distichum
- Ebenaceae: Diospyros kaki, Diospyros virginiana
- Ericaceae: Kalmia spp.
- Ericaceae: Oxydendrum arboretum, Rhododendron spp.
- Euphorbiaceae: Ricinus communis
- Fagaceae: Castanea spp. - C. dentata, C. pumila; Fagus grandifolia; Quercus spp. - Q. alba, Q. coccinea, Q. phellos, Q. prinus, Q. rubra
- Geraniaceae: Pelargonium spp., Geranium spp.
- Gramineae: Zea mays
- Hamamelidaceae: Hamamelis virginiana, Liquidambar styraciflua
- Hippocastanaceae: Aesculus spp. - A. glabra, A. hippocastanum, A. octandra
- Jugandaceae: Juglans spp. - J. californica, J. nigra, J. regia; Carya spp. - C. glabra, C. illinoinensis, C. laciniosa
- Lauraceae: Sassafras albidium
- Leguminosae: Cercis canadensis; Gleditsia triacanthos; Gymnocladus dioica; Robinia pseudo-acacia; Trifolium spp.; Wisteria spp. - W. frutescens, W. sinensis
- Malvaceae: Althaea rosea, Gossypium herbaceum, Hibiscus syriacus
- Magnoliaceae: Liriodendron tulipifera, Magnolia spp.
- Moraceae: Ficus carica, Maclura pomifera, Morus spp. - M. rubra
- Naucleaceae: Cephalanthus occidenalis
- Nyssaceae: Nyssa sylvatica
- Oleaceae: Chionanthus virginicus; Fraxinus spp. - F. americana, F. excelsior; Jasminum spp., Ligustrum vulgare, Syringa spp.
- Platanaceae: Platanus occidentalis
- Pinaceae: Larix decidua, Pinus spp.
- Portulacaceae: Portulaca oleracea
- Ranunculaceae: Clematis spp.
- Rhamnaceae: Rhamnus alnifolia
- Rosaceae: Amelanchier canadensis; Crataegus spp.; Cydonia oblonga; Malus spp. - M. angustifolia, M. coronaria, M. diversifolia, M. pumila; Prunus spp. - P. americana, P. avium, P. cerasus, P. domestica, P. ilicifolia, P. persica, P. serotina, P. communis; Pyrus communis; Rosa spp.; Rubus spp. - R. allegheniensis, R. idaeus var. strigosus; Spiraea spp.
- Rutaceae: Citrus spp. - C.x aurantiifolia, C. x lemon, C. x paradisi, C. x sinensis; Zanthoxylum americanum
- Salicaceae: Populus spp. - P. alba, P. balsamifera, P. deltoides, P. fremonti, P. nigra var. Italica, P. tremuloides; Salix spp.
- Saxifragaceae: Ribes spp. - R. lacustre, R. sativum
- Scrophulariaceae: Paulownia tomentosa
- Simaroubaceae: Ailanthus altissima
- Staphyleaceae: Staphylea trifolia
- Taxaceae: Taxus spp.
- Tiliaceae: Tilia spp. - T. americana, T. europaea
- Ulmaceae: Celtis spp. - C. laevigata, C. occidentalis; Ulmus spp. - U. americana, U. rubra
- Vitaceae: Parthenocissus quinquefolia, Vitis vulpina

I segni tipici di una pianta infestata sono i nidi sericei biancastri sulle chiome e la presenza di rami defogliati che, nel caso di infestazioni di notevole entità, possono interessare l’intera pianta ospite. Le larve giovani provocano delle erosioni superficiali intaccando il mesofillo ma lasciando intatte le nervature e certe volte anche l'epidermide superiore; il danno provoca comunque una scheletrizzazione delle foglie. Le larve più maturano e più diventano voraci, mangiando l'intera foglia, compresa la nervatura principale.
Spesso il danno risulta essere devastante, a causa della natura gregaria delle larve; durante l'estate sono in grado di defogliare l'intera pianta, provocando su di essa un forte stress, anche per il forzato ricaccio conseguente alla defogliazione in periodi di carenza idrica e di caldo eccessivo.

## Metodi di contenimento
Le infestazioni in piante situate in aperta campagna difficilmente sono oggetto di interventi di contenimento; al contrario, quando presente in parchi e giardini pubblici o privati, questo lepidottero è generalmente poco tollerato.
Per combattere efficacemente la specie è necessario predisporre una strategia di lotta integrata, che comprenda varie tipologie di interventi. In particolare, è fondamentale programmare gli interventi sulla base di accurati monitoraggi sulle specie vegetali maggiormente attaccate dall’insetto. I controlli vanno effettuati verso fine maggio-inizio giugno e a fine luglio-inizioagosto, verificando l’eventuale presenza dei caratteristici nidi sericei sulle foglie più giovani.

### Controllo meccanico
Tra le tecniche efficaci nel ridurre il livello di infestazione senza dover ricorrere all’impiego di sostanze chimiche troviamo:
- l'asportazione e distruzione dei nidi del lepidottero man mano che questi si sviluppano sulla chioma, al fine di eliminare le giovani larve che vivono in forma gregaria all’interno dei nidi stessi, da effettuare quando questi sono ancora composti da solo 3-5 foglie raggruppate,
- il posizionamento di fasce di paglia o di strisce di cartone ondulato attorno al tronco degli alberi infestati che dovranno poi essere eliminate per distruggere le crisalidi prima dello sfarfallamento degli adulti,
- il favorire l’azione di quelle specie di uccelli che svolgono un’azione di predazione sulle larve stesse, per esempio installando alcuni nidi artificiali - 5-10 ogni ettaro ad un’altezza compresa tra 2 e 4 m - e qualche mangiatoia per nutrire gli uccelli anche durante i mesi invernali

### Controllo chimico
Vengono generalmente utilizzati formulati a base di Bacillus thuringiensis kurstaki, una sostanza attiva di origine biologica che risulta innocua per l’uomo e per gli animali ed ha una bassa persistenza (4 - 10 giorni). Il composto è dunque particolarmente adatto all’impiego sul verde pubblico. I trattamenti devono essere effettuati quando le larve sono ancora piccole, nelle ore serali ed in assenza di previsione di piogge, bagnando in maniera uniforme tutta la chioma, in modo particolare sulle parti più esterne.
Contro le larve risultano efficaci anche preparati a base di Spinosad, principio attivo di derivazione naturale estratto da tossine prodotte dal batterio Saccharopolyspora spinosa, che agisce sul sistema nervoso degli insetti dannosi senza interferire in modo significativo sugli organismi utili. Anche in questo caso la massima efficacia si ha intervenendo sulle larve giovani. Dal momento che in caso di contatto diretto può risultare tossico per gli imenotteri impollinatori (bombi, api, ecc.), è bene utilizzarlo solamente nei momenti in cui gli stessi non sono in piena attività.

### Controllo biologico
I predatori naturali della specie sono 135 e in particolare troviamo:
- che si cibano delle uova:
  - Chrysopa pallens
  - Chrysoperla carnea
  - Chrysopa formosa
  - Chrysoperla furcifera
  - Harmonia axyridis
  - Himacerus apterus
- che si cibano delle larve:
  - Parena cavipennis
  - Parena latecincta
  - Parena laesipennis
  - Arma chinensis
  - Bufo gargarizans
  - Pelophylax nigromaculatus
  - uccelli comuni come: Passer montanus, Passer domesticus, Cyanopica cyanus e Pycnonotus sinensis
  - oltre 20 specie di ragni
- che si cibano di pupe:
  - Chlaenius pallipes
  - Nebria livida
  - alcune specie di ragni

La specie presenta inoltre 49 specie parassite, incluse 36 specie di vespe e 13 mosche. Le principali specie sono:
- Dolichogenidea singularis
- Cotesia gregalis
- Pimpla disparis
- Chouioia cunea
- Pediobius pupariae
- Eupelmus fulvipes
- Pediobius ssp
- Compsilura concinnata
- Exorista japonica
- Exorista fasciata
- Carcelia kockiana
- Blepharipa zebina